# Rocky II.
A Rocky II. 1979-ben bemutatott amerikai sportdráma, melyet a címszereplőt is alakító Sylvester Stallone írt és rendezett, a Rocky-sorozat második részeként. A film zenéjét Bill Conti komponálta. A főbb szerepekben Stallone, Carl Weathers, Talia Shire, Burt Young, Burgess Meredith és Tony Burton látható.
A történet szerint a nehézsúlyú ökölvívó-világbajnok, Apollo Creed (Carl Weathers) visszavágót követel Rockytól, aki először hallani sem akar erről. Az anyagi nehézségek és Apollo folyamatos támadásai hatására ismét ringbe száll.
Az 1979. június 15-én bemutatott Rocky II. jól teljesített a jegypénztáraknál és 1979-es év harmadik legnagyobb bevételt elérő filmje lett. Folytatása, a Rocky III. 1982-ben került a mozikba.

## Cselekmény
A film az első rész végén látható bokszmérkőzés 15. menetének felidézésével kezdődik, melynek során Apollo és Rocky is komoly sérüléseket szerzett, a meccset végül megosztott pontozással a világbajnok nyerte meg. A küzdelem után a két sportoló kórházba kerül. Creed dühösen azt követeli Balboatól, hogy újra mérjék össze erejüket, mivel az Olasz Csődör volt az első ellenfele, akit nem volt képes kiütni. Rocky azonban a visszavonulást tervezi, főként azután, hogy orvosai szerint súlyos szemsérülést szenvedett.
Miután kikerül a kórházból, Rocky egy állatkertben megkéri barátnője, Adrian (Talia Shire) kezét, majd az esküvő után szinte két kézzel szórja el azt a pénzt, melyet a meccsért kapott. Hogy újabb bevételre tegyen szert, az ifjú férj különféle reklámokban vállal szerepet, de olvasási nehézségei miatt ezt hamar félbe kell hagynia. Képzetlenségéből adódóan Rocky nem kaphat irodai munkát sem, de leépítés miatt még abból a húsüzemből is elbocsátják, amelyben korábban sógora és barátja, Paulie (Burt Young) dolgozott. Balboa végül edzője, Mickey (Burgess Meredith) termében köt ki, ahol takarít és besegít amiben csak tud. Adrian – immár terhesen – szintén munkába áll abban az állatkereskedésben, amelyben már az első részben is dolgozott.
Eközben Apollo – akit rengeteg támadás ért, mivel kritikusai a meccs megbundázásával vádolják – igyekszik újra a ringbe csalni Rockyt és ehhez a nyilvános megalázás eszközét választja. Edzője, Tony „Duke” Evers (Tony Burton) ezt nem nézi jó szemmel, mert az Olasz Csődört túlságosan veszélyes ellenfélnek tartja. Apollo piszkos taktikája beválik, Balboa hajlandó vele ismét megküzdeni: a mérkőzést 1976 novemberére, hálaadás-napjára írják ki. Mickey a felkészülés idején azt találja ki, hogy az eredetileg balkezes tanítványa álljon át jobbkezes alapállásra, így nem csak összezavarhatja riválisát, hanem megvédheti sérült jobb szemét is.
Adrian ellenzi a visszavágót és ez Rocky edzésére is kihat: a bokszoló nem képes teljes eltökéltséggel és odaadással készülni, ami Mickeynek is szemet szúr. Amikor Paulie az állatkereskedésben húga szemére hányja, hogy viselkedésével összezavarja férjét, a terhes Adrian rosszul lesz és koraszülés miatt kórházba kerül, majd kómába esik. A történtek hatására Rocky félbehagyja az edzést, és minden idejét felesége ágya mellett tölti. Miután Adrian felébred a kómából és a támogatásáról biztosítja Rockyt, Mickey útmutatásával az Olasz Csődör kemény tréningezésbe kezd.
A szembenálló sportolók a Philadelphia Spectrumban találkoznak, az első menetben Apollo gyors támadásba kezd, hogy minél előbb kiüsse ellenfelét és bizonyítsa fölényét. A ringben a két harcos között brutális ütközet alakul ki, Rocky többször is padlóra kerül és a pontozást tekintve behozhatatlan lemaradást szerez. Duke az utolsó, 15. menet előtt azt tanácsolja Apollónak, ne akarja mindenáron kiütni ellenfelét, hiszen pontozással máris megnyerte a viadalt, de ő nem hallgat edzőjére. Az Olasz Csődör az utolsó menetben egy ütéssel padlóra küldi a bajnokot, de a kimerültség miatt ő is elesik – a bíró számolni kezd, így mindkét bokszoló megpróbál minél hamarabb talpra állni. Végül, az utolsó pillanatban Rockynak sikerül felállnia, ezzel megnyerve a meccset és a világbajnoki övet.
Az újdonsült bajnok a győzelmi beszédében kifejezi háláját mindenkinek, aki segített neki elérnie élete legnagyobb álmát, majd az élő adásban feleségét is üdvözli, aki otthonról követte figyelemmel az eseményeket.

## Szereplők
| Színész            | Szerep                  | Magyar hang    |
| ------------------ | ----------------------- | -------------- |
| Sylvester Stallone | Robert "Rocky" Balboa   | Kálid Artúr    |
| Talia Shire        | Adrian (Pennino) Balboa | Kocsis Judit   |
| Burt Young         | Paulie Pennino          | Kerekes József |
| Carl Weathers      | Apollo Creed            | Háda János     |
| Burgess Meredith   | Mickey Goldmill         | Makay Sándor   |
| Tony Burton        | Tony „Duke” Evers       | Szűcs Sándor   |
| Joe Spinell        | Anthony „Tony” Gazzo    | Barbinek Péter |
| Sylvia Meals       | Mary Anne Creed         |                |
| Seargeoh Stallone  | Rocky Balboa Jr.        | nem szólal meg |

Rocky korábbi munkaadója, az uzsorás Tony Gazzo a Rocky-filmek közül ebben a részben szerepel utoljára.
Amikor Rocky az Apollo elleni visszavágóra készül Mickey edzőtermében, a ringben egy nála alacsonyabb és fürgébb bunyós ellen gyakorol. Ellenfelét Roberto Durán, egy visszavonult ökölvívó-világbajnok alakítja.
Stallone bátyja, Frank Stallone ismét feltűnik a filmben, mint utcai énekes. Rocky újszülött fiának szerepét Seargeoh Stallone kapta, aki Sylvester Stallone és első felesége, Sasha Czack másodszülött fia.

## Fogadtatás

### Bevételi adatok
A Rocky II. 1979 harmadik legjövelmezőbb filmje lett, a Kramer kontra Kramer és A rettegés háza után. A nyitó hétvégén az amerikai jegypénztáraknál 6 390 537 dolláros bevételt termelt, majd az Amerikai Egyesült Államokban összesen 85 182 160 dolláros bevételt hozott. Világszerte az összesített bevételei meghaladták a 200 millió dollárt.

### Kritikai visszhang
A Rocky II. nagyrészt pozitív visszajelzéseket kapott. Az Internet Movie Database-n 10-ből 6.6 pontot szerzett, míg a Rotten Tomatoes weboldalon 67%-ot ért el.

## Fordítás
- Ez a szócikk részben vagy egészben  a   Rocky II című angol Wikipédia-szócikk fordításán alapul.  Az eredeti cikk szerkesztőit annak laptörténete sorolja fel. Ez a jelzés csupán a megfogalmazás eredetét és a szerzői jogokat jelzi, nem szolgál a cikkben szereplő információk forrásmegjelöléseként.